# Llúdria comuna
La llúdria o llúdriga (Lutra lutra), sí o no amb l'epítet comuna també coneguda com a llúdria de riu europea, és una espècie de llúdria europea i asiàtica de la família Lutrinae que és típica d'aigües dolces. Als Països Catalans està en regressió.

## Descripció
Fa fins a 150 cm de llarg inclosa la cua. Les potes són petites, una membrana uneix els cinc dits. El pèl és dens i curt i impedeix que l'aigua arribi a la pell. Les orelles tenen un mecanisme que permet de tancar el conducte auditiu. Els adults pesen de 5 a 20 kg. El període de gestació és de 61 a 63 dies, neixen de dos a tres cadells que pesen de 100 a 120 grams. Viuen uns 20 anys.

## Hàbitat
La llúdria comuna té una distribució més àmplia que les altres espècies de llúdria, també arriba a l'Àfrica. La presència de llúdries assenyala la bona salut de la massa d'aigua en la qual habita. Es troba avui en greu perill d'extinció a causa de la contaminació, la sobreexplotació de l'aigua, la destrucció dels boscos de ribera i la caça directa. Es creu extinta a països com Liechtenstein, i Suïssa. A Irlanda hi ha la major densitat europea de llúdries comunes.
Extingida en grans parts de Catalunya a causa de la contaminació dels rius, gràcies a la instal·lació de depuradores d'aigües residuals i el control més efectiu dels abocaments industrials, des de la fi del segle xx, ha tornat a recuperar una bona part dels seus antics dominis: el 2013 al Riu de Montsant al Priorat. Un programa de reintroducció als aiguamolls de l'Empordà amb una població importada d'Extremadura va ser exitós, tot i fora de la reserva natural. El 2017 per primera vegada va tornar a l'Onyar. Fins i tot a la desembocadura del Llobregat, un riu que havia estat molt contaminat, la llúdriga va tornar a ser vista a partir de l'any 2020.
Quan té l'oportunitat excava amples llorigueres al subsol. Aquestes són d'una sola galeria que comunica la superfície amb el curs de l'aigua. Són poques les vegades que reaprofita les llorigueres abandonades de conills o d'altres petits mamífers.

## Alimentació
S'alimenta principalment de peixos, però pot menjar ocells, insectes, granotes i crustacis, fins i tot petits mamífers. En general ha de viure en aigües sense contaminació.

## Comportament i reproducció

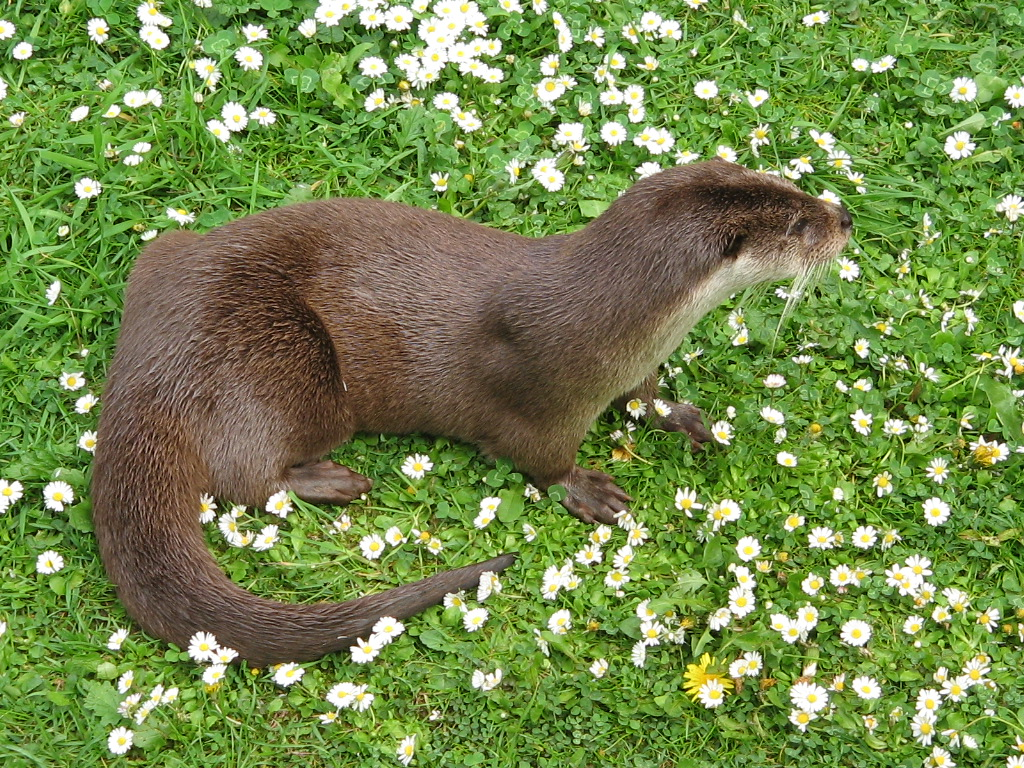
Llúdria amb flors

Aquestes llúdries són molt territorials i viuen soles la major part del temps. El seu territori individual pot fer 40 km de llarg. L'aparellament té lloc a l'aigua, arriben a la maduresa sexual entre els 18 i 24 mesos d'edat. La gestació de L. lutra és de 60-64 dies. Neixen d'un a quatre cadells que depenen de la mare durant uns 13 mesos.
Un fet curiós és que els cadells, tot i saber nadar per instint, són reticents a ficar-se dins l'aigua i sovint la mare els ha d'ajudar, incitant-los de vegades amb un tros de peix.